# 1525 год
1525 (ты́сяча пятьсо́т два́дцать пя́тый) год  по юлианскому календарю — невисокосный год, начинающийся в воскресенье. Это 1525 год нашей эры, 5‑й год 3‑го десятилетия XVI века 2‑го тысячелетия, 6‑й год 1520‑х годов. Он закончился 500 лет назад.
| Пн | Вт | Ср | Чт | Пт | Сб | Вс |
|    |    |    |    |    |    | 1  |
| 2  | 3  | 4  | 5  | 6  | 7  | 8  |
| 9  | 10 | 11 | 12 | 13 | 14 | 15 |
| 16 | 17 | 18 | 19 | 20 | 21 | 22 |
| 23 | 24 | 25 | 26 | 27 | 28 | 29 |
| 30 | 31 |    |    |    |    |    |

| Пн | Вт | Ср | Чт | Пт | Сб | Вс |
|    |    | 1  | 2  | 3  | 4  | 5  |
| 6  | 7  | 8  | 9  | 10 | 11 | 12 |
| 13 | 14 | 15 | 16 | 17 | 18 | 19 |
| 20 | 21 | 22 | 23 | 24 | 25 | 26 |
| 27 | 28 |    |    |    |    |    |

| Пн | Вт | Ср | Чт | Пт | Сб | Вс |
|    |    | 1  | 2  | 3  | 4  | 5  |
| 6  | 7  | 8  | 9  | 10 | 11 | 12 |
| 13 | 14 | 15 | 16 | 17 | 18 | 19 |
| 20 | 21 | 22 | 23 | 24 | 25 | 26 |
| 27 | 28 | 29 | 30 | 31 |    |    |

| Пн | Вт | Ср | Чт | Пт | Сб | Вс |
|    |    |    |    |    | 1  | 2  |
| 3  | 4  | 5  | 6  | 7  | 8  | 9  |
| 10 | 11 | 12 | 13 | 14 | 15 | 16 |
| 17 | 18 | 19 | 20 | 21 | 22 | 23 |
| 24 | 25 | 26 | 27 | 28 | 29 | 30 |

| Пн | Вт | Ср | Чт | Пт | Сб | Вс |
| 1  | 2  | 3  | 4  | 5  | 6  | 7  |
| 8  | 9  | 10 | 11 | 12 | 13 | 14 |
| 15 | 16 | 17 | 18 | 19 | 20 | 21 |
| 22 | 23 | 24 | 25 | 26 | 27 | 28 |
| 29 | 30 | 31 |    |    |    |    |

| Пн | Вт | Ср | Чт | Пт | Сб | Вс |
|    |    |    | 1  | 2  | 3  | 4  |
| 5  | 6  | 7  | 8  | 9  | 10 | 11 |
| 12 | 13 | 14 | 15 | 16 | 17 | 18 |
| 19 | 20 | 21 | 22 | 23 | 24 | 25 |
| 26 | 27 | 28 | 29 | 30 |    |    |

| Пн | Вт | Ср | Чт | Пт | Сб | Вс |
|    |    |    |    |    | 1  | 2  |
| 3  | 4  | 5  | 6  | 7  | 8  | 9  |
| 10 | 11 | 12 | 13 | 14 | 15 | 16 |
| 17 | 18 | 19 | 20 | 21 | 22 | 23 |
| 24 | 25 | 26 | 27 | 28 | 29 | 30 |
| 31 |    |    |    |    |    |    |

| Пн | Вт | Ср | Чт | Пт | Сб | Вс |
|    | 1  | 2  | 3  | 4  | 5  | 6  |
| 7  | 8  | 9  | 10 | 11 | 12 | 13 |
| 14 | 15 | 16 | 17 | 18 | 19 | 20 |
| 21 | 22 | 23 | 24 | 25 | 26 | 27 |
| 28 | 29 | 30 | 31 |    |    |    |

| Пн | Вт | Ср | Чт | Пт | Сб | Вс |
|    |    |    |    | 1  | 2  | 3  |
| 4  | 5  | 6  | 7  | 8  | 9  | 10 |
| 11 | 12 | 13 | 14 | 15 | 16 | 17 |
| 18 | 19 | 20 | 21 | 22 | 23 | 24 |
| 25 | 26 | 27 | 28 | 29 | 30 |    |

| Пн | Вт | Ср | Чт | Пт | Сб | Вс |
|    |    |    |    |    |    | 1  |
| 2  | 3  | 4  | 5  | 6  | 7  | 8  |
| 9  | 10 | 11 | 12 | 13 | 14 | 15 |
| 16 | 17 | 18 | 19 | 20 | 21 | 22 |
| 23 | 24 | 25 | 26 | 27 | 28 | 29 |
| 30 | 31 |    |    |    |    |    |

| Пн | Вт | Ср | Чт | Пт | Сб | Вс |
|    |    | 1  | 2  | 3  | 4  | 5  |
| 6  | 7  | 8  | 9  | 10 | 11 | 12 |
| 13 | 14 | 15 | 16 | 17 | 18 | 19 |
| 20 | 21 | 22 | 23 | 24 | 25 | 26 |
| 27 | 28 | 29 | 30 |    |    |    |

| Пн | Вт | Ср | Чт | Пт | Сб | Вс |
|    |    |    |    | 1  | 2  | 3  |
| 4  | 5  | 6  | 7  | 8  | 9  | 10 |
| 11 | 12 | 13 | 14 | 15 | 16 | 17 |
| 18 | 19 | 20 | 21 | 22 | 23 | 24 |
| 25 | 26 | 27 | 28 | 29 | 30 | 31 |

## События
- 1493—1593 — Столетняя хорватско-османская война. Серия вооружённых конфликтов между Королевством Хорватия и Османской империей[1].
- 1507—1622 — Португало-персидская война. Ряд вооружённых конфликтов между колониалистской Португалией и вассальным Ормузом, с одной стороны, и Сефевидской империей, поддерживаемой англичанами, с другой[2].
- 1510—1528 — война между Сефевидами и Шейбанидами. Серия конфликтов между узбекской династией Шейбанидов, которые основали Бухарское ханство, и Сефевидским государством[3].
- 1511—1641 — Малайско-португальская война. Вооружённый конфликт XVI-XVII веков, в котором Малаккский султанат при поддержке империи Мин, Голландской Ост-Индской компании (с 1607) и Джохора безуспешно сопротивлялся Португальской империи, стремившейся захватить Малакку и установить контроль над торговлей между Индией и Китаем[4].
- 1514—1555 — Турецко-персидская война[5].
- 1521—1526 — Итальянская война[6].
  - 24 февраля — битва при Павии. Первая битва Нового времени, положившая начало успешному использованию ручного огнестрельного оружия[7].
- 1521—1526 — Османо-венгерская война[8].

- 1524—1525 — закончился поход Франциска I в Италию.
  - 24 февраля — полная победа войск императора Карла V над армией французского короля Франциска I в битве при Павии[9]. Франциск взят в плен Шарлем де Ланнуа. Он получил свободу, отказавшись от притязаний на Миланское герцогство.

- 1525—1526 — крестьянское восстание в восточных районах Малой Азии во главе с Коджа Соглун-оглу и Зуннун-оглу.
- 1525—1528 — началось большое крестьянское восстание в части Литвы, подвластной Тевтонскому ордену.
- 1524—1525 — Великая крестьянская война в Германии[10].
  - Февраль — восстания крестьян в Верхней Швабии.
  - 25 февраля — Швабский союз и Христианское объединение заключают в Ульме перемирие[11].
  - Март — «Христианское объединение» трёх отрядов в Верхней Швабии. Программа «12 статей». Весна — Создание отрядов во Франконии во главе с Рорбахом.
  - 17 марта — Томас Мюнцер осуществляет переворот в Мюльхаузене[12].
  - 4 апреля — командир войск «Швабского союза» Г.Трухзес фон Вальдбург напал на лагерь швабских крестьян у Лейпгейма[11]. Новая волна выступлений крестьян.
  - 14 апреля — разгром крестьян у Вурцаха[11].
  - 15 апреля — Вальдбург зажат отрядами у Вейнгартена[11].
  - 17 апреля — Венгратенский договор Трухзеса фон Вальдбурга с Приозёрным отрядом крестьян[11] — раскол среди крестьян. Конец апреля — Вальдбург разбил крестьян в Верхней Швабии. Во главе крестьян Франконии встали Гиплер и Гец фон Берлихинген (1480—1562). Начало мая — Подавление восстания во Франконии. Берлихинген предал крестьян.
  - 12 мая — вюртембергские крестьяне разбиты у Бёблингена[12].
  - 15 мая — разгром крестьян княжеской конницей под Франкенхаузеном в Тюрингии. Мюнцер попал в плен и был казнён 27 мая[12].
  - 16 мая — эльзасские крестьяне разбиты у Цаберна[12].
  - 23 мая — крестьяне после пятидневной осады берут город Фрайбург[12].
  - 25 мая — войска ландграфа Филиппа Гесенского без боя вошли в Мюльхаузен[12].
  - Весна — Крестьянские восстания в Тироле, Зальцбурге и Верхней и Нижней Австрии. Отряды во главе с Михаилом Гайсмайером около Зальцбурга войска Фердинанда и баварских князей.
  - 2 июня — крестьянские отряды Франконии разбиты войсками Швабского союза при Кёнигсхофене[12].
  - 4 июня — крестьянские отряды Франконии разбиты войсками Швабского союза при Ингольштадте[12].
  - 3 июля — победа крестьян в битве у Шладминга[12].
- 1525 и 1526 — Зальцбургская крестьянская война.  Два последовавшие друг за другом восстания зальцбургских горняков и фермеров[13].
- Правительство Габсбургов начинает издавать «плакаты» — законы против еретиков.
- Начало Реформации в Финляндии.
- Альберт Бранденбургский принял лютеранство и секуляризировал владения ордена. Преобразование Тевтонского ордена в герцогство Пруссия[14].
- Великий магистр Тевтонского ордена Альбрехт Гогенцоллерн перешёл в протестантизм, сложил с себя полномочия великого магистра и объявил о секуляризации прусских земель — основной территории, принадлежавшей Тевтонскому ордену. Подобный шаг стал возможен с согласия польского короля Сигизмунда I Старого и при посредничестве Мартина Лютера, автора этого плана. Новообразованное герцогство Пруссия стало первым протестантским государством в Европе, но продолжало оставаться в вассальной зависимости от католической Польши[14].
  - Замок Кёнигсберг, бывший с 1466 года резиденцией великого магистра ордена, становится столицей светского герцогства (курфюршества) Пруссия.
  - Каменная крепость Раганита (сов. г. Неман) в составе герцогства Пруссия[15].
  - Каменный замок Лабиау (сов. г. Полесск) стал владением первого герцога Пруссии Альбрехта[16].
- Май — Крестьянское восстание в Южном Тироле, восставшие заняли Тренто. 
  - Осень — Тирольские и миланские войска подавили восстание[17].
- Восстание горнорабочих и городского плебса в Яхимове (Западная Чехия). Местные власти пошли на некоторые уступки. Волнения горожан в Хебе и Теплове, крестьян в Раковницкой и Пльзенской областях.
- Весна — восстания крестьян в Швейцарии. Подавлены. Отменена секуляризация церковных земель.
- Сулейман I направил своего фаворита Ибрахима-пашу в Египет для наведения порядка. Ибрахим организовал ряд карательных экспедиций, сопровождавшихся казнями восставших.
- Распад Бахманийского султаната.

## Русское государство
Правление: 1505—1533 — Василий III Иванович
- Развод Василия III с С.Ю. Сабуровой:
  - Начало года — намерение Василия III Ивановича расторгнуть оказавшийся бесплодный брак с С.Ю. Сабуровой, которое вызвало большое недовольство среди старомосковского боярства. Оно было подавлено жестокой казнью И.Н. Берсеня-Беклемишева и опалой его сторонников[18].
  - 29 ноября (по другим данным 30) — после "розыска о неплодстве", состоялся развод Василия III с С.Ю Сабуровой. В монастыре Рождества Богородицы на Рву Соломонию насильно постригают в монахини с именем Софья и ссылают в Каргополь (в 1530 году переводят в Суздальский Покровский монастырь)[18][19].
- Начало года — состоялся Собор на котором были осуждены лидеры нестяжателей Максим Грек и Вассиан (Патрикеева). Их поражение во многом было вызвано осуждением развода великого князя с Сабуровой (первоначально осуждение развода означало негласную поддержку притязаний князя Юрия Ивановича на великокняжескую власть, а после рождения Ивана Грозного (род. 1530 году) сомнения в каноничности второго брака Василия III Ивановича подрывали признание его сына законным наследником)[18].
  - 15 февраля — не позднее этой даты, Собор обвинил Максима Грека в ереси. Допрашивался и как свидетель и как обвиняемый по делу И.Н. Берсеня-Беклемишева[20].
  - Май — Максим Грек церковным судом обвинён в ереси (ошибках, якобы допущенных, по мнению книжников-традиционалистов, в ходе перевода и правки богослужебных книг). Он был отлучён от причастия и заточен в Иосифо-Волоцкий монастырь. Ему было запрещено писать, общаться с внешним миром, ограничен круг его чтения[20].
- 26 января — появилась первая печатная карта Руси — карта Московских земель[21].
- Весна — по настоянию русской стороны хан Сафа-Гирей согласился на перевод торга из Казани в Нижний Новгород[22].
- Иван Михайлович Воротынский, арестованный в 1522 году, даёт великому князю поручную запись на верную службу, засвидетельстванную митрополитом Даниилом[19]. Конфискованное княжество возвращено[23].
- В Новодевичий монастырь был принесён список с чудотворной иконы Смоленской иконы Божией Матери, ставшей главный святыней обители[24].
- Пожалованы окольничеством: Беззубцев Фёдор Иванович[25].

### Города и поселения
- Основание Белёвского Спасо-Преображенского монастыря.
- 1517—1526 — сооружаются новые укрепления во Пскове[18].

## Начало правления
См. также: Список глав государств в 1525 году
- 1525—1568 — Герцог Пруссии Альберт I (1490—1568).

## Родились

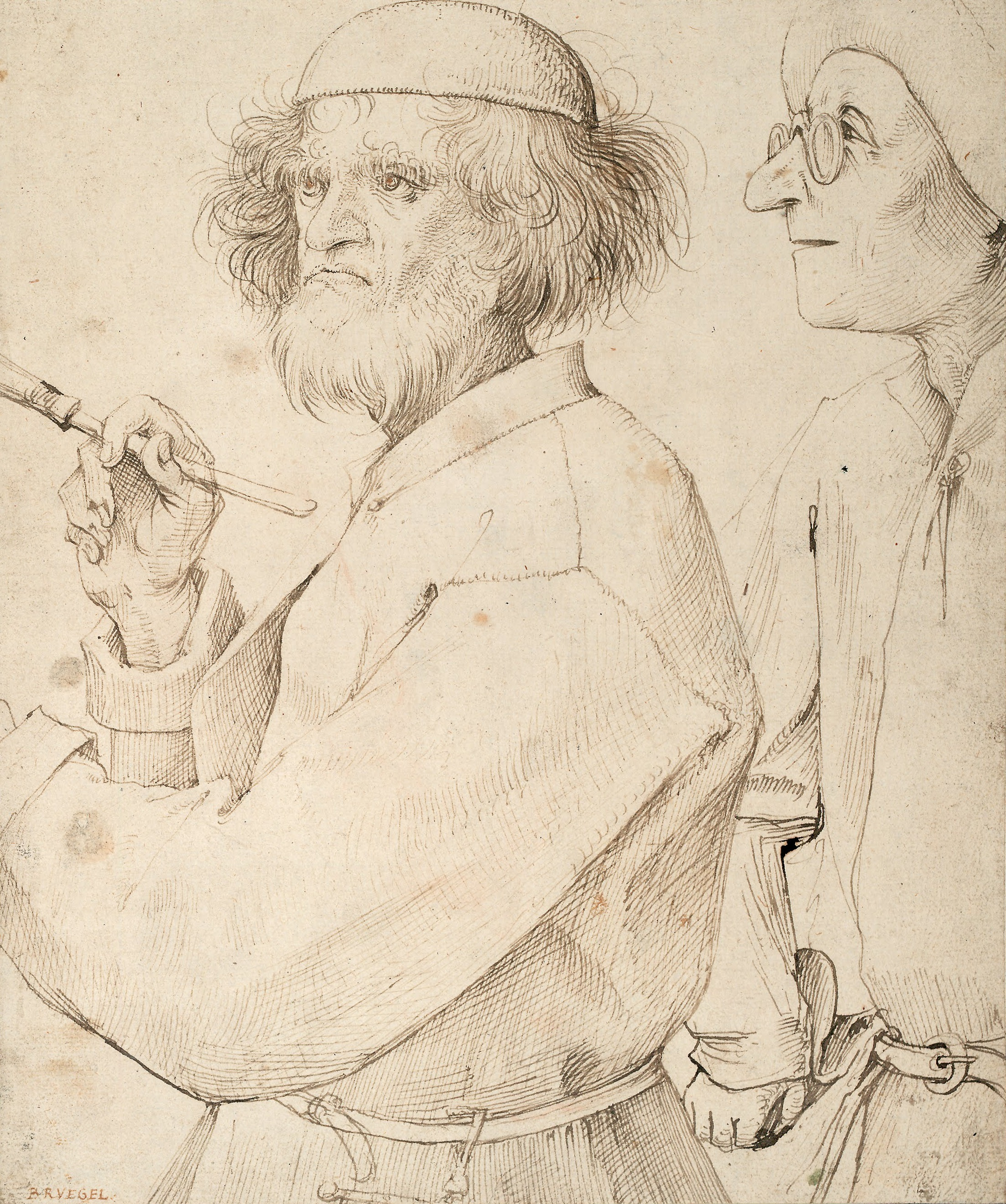
Автопортрет Брейгеля с заказчиком («Художник и знаток»)

См. также: Категория:Родившиеся в 1525 году
- Питер Брейгель Старший — южнонидерландский живописец и график, самый известный и значительный из носивших эту фамилию художников. Мастер пейзажа и жанровых сцен. Отец художников Питера Брейгеля Младшего (Адского) и Яна Брейгеля Старшего (Райского).
- Иоганн Георг — курфюрст бранденбургский, представитель династии Гогенцоллернов.
- Нурбану Султан — валиде-султан, мать двенадцатого султана Османской империи.
- Такэда Нобусигэ — самурай, живший в Японии периода Сэнгоку, младший брат Такэды Сингэна.
- Шехзаде Баязид — четвёртый сын и пятый ребёнок Сулеймана Великолепного от его законной жены Хюррем-султан.
- Чжан Цзюйчжэн — министр, регент при императоре Китая Чжу Ицзюне династии Мин c 1572 по 1582 год

## Скончались

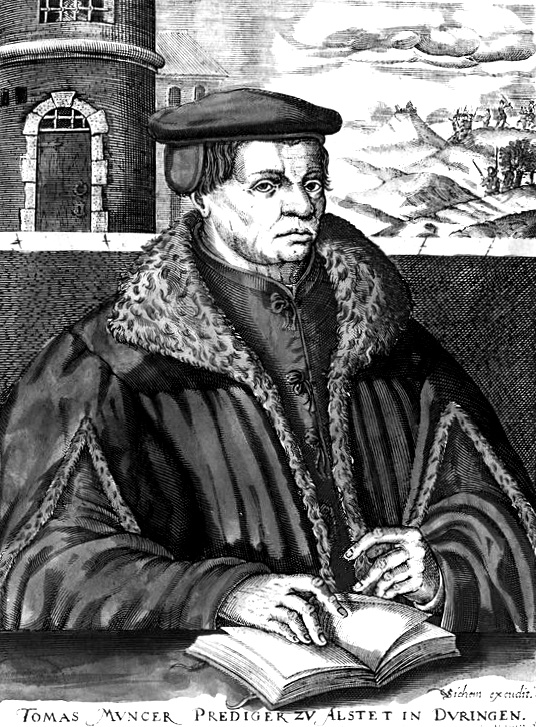
Томас Мюнцер на гравюре

См. также: Категория:Умершие в 1525 году
- Куаутемок — последний тлатоани государства ацтеков из династии Акамапичтли, племянник Монтесумы II.
- Мюнцер, Томас — радикальный проповедник времён Реформации, духовный лидер социального движения, проповедовавшего всеобщее равенство на основе евангельских идеалов и террор против традиционной церкви и дворянства. С движением Мюнцера было связано мощное выступление германских крестьян против феодалов (немецкая крестьянская война XVI века).
- Пьетро Помпонацци — итальянский философ-схоласт.
- Фридрих III — курфюрст саксонский с 1486 года.
- Якоб Фуггер — глава аугсбургского торгово-банкирского дома Фуггеров, самый богатый человек Европы своего времени.